# 2023년 시진핑의 러시아 방문

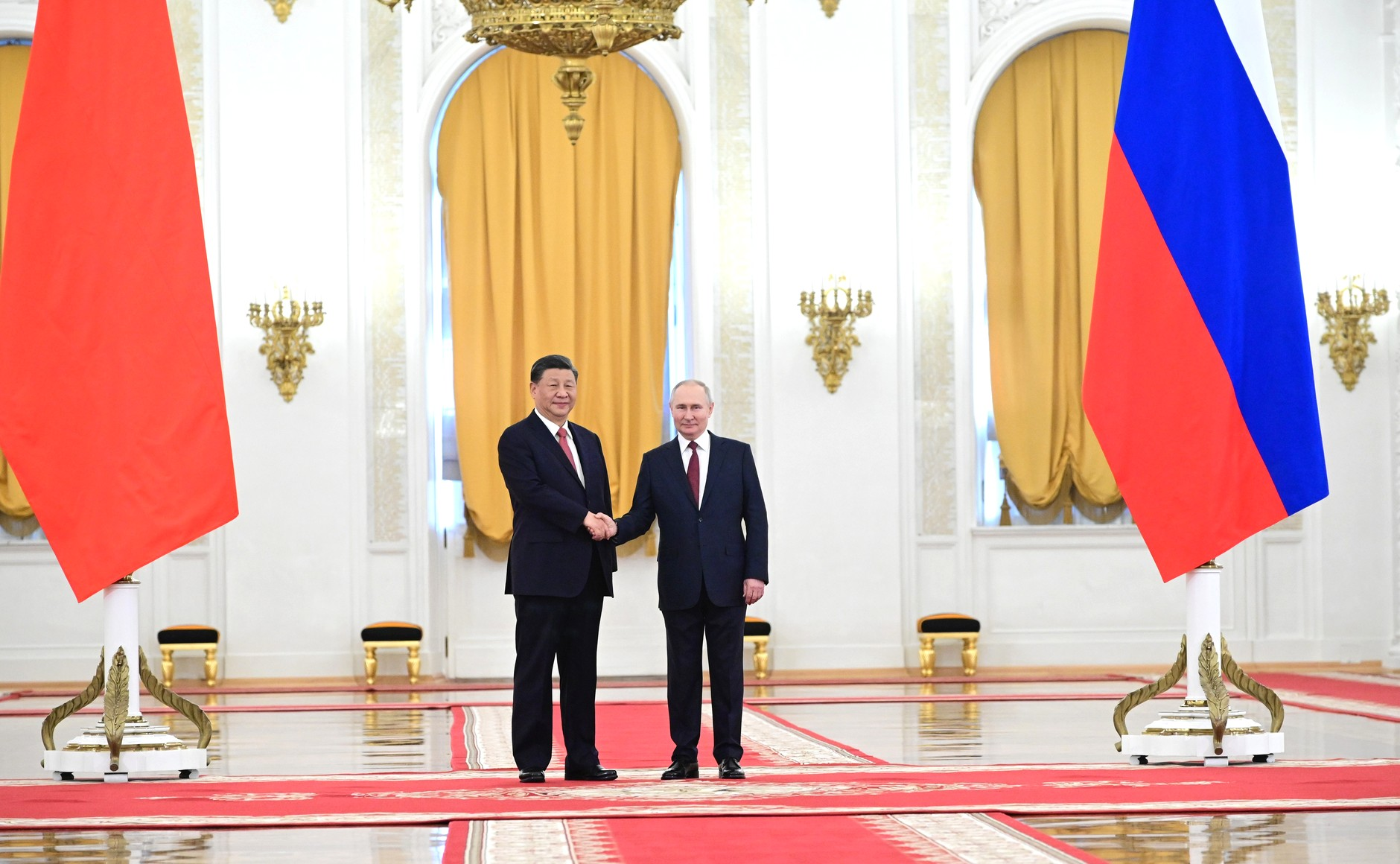
2023년 3월 21일 푸틴이 모스크바에서 시진핑을 환대하고 있다.

2023년 3월 20~22일, 중국공산당 중앙위원회 총서기이자 중화인민공화국의 주석인 시진핑이 2023년 전국인민대표대회에서 국가주석으로 재선된 이후 첫 국제회담에서 러시아를 방문했다.
이날 회담에서 양측은 공동성명에 서명했다. 양측은 전반적인 설계와 최고 수준의 계획을 강화하고, 에너지, 자원, 전기 기계 제품의 무역을 확대하고, 양측 간 산업망 공급망의 탄력성을 강화하고, 정보 기술, 디지털 분야의 협력을 확대해야 한다고 밝혔다. 경제, 농업, 서비스 무역을 추진하고 전통 무역과 신흥 분야 협력의 상호 보완적이고 동시적인 발전을 추진하며 국경 간 물류 및 운송을 더욱 원활하게 한다. 시 주석은 우크라이나에 대한 평화 계획을 갖고 있다고 말했다.

## 배경
시 주석의 방문 몇 주 전, 중국은 우크라이나 분쟁의 긴장 완화와 정치적 해결에 관한 입장을 설명하는 문서를 발표했다. 이번 방문은 중국이 중대한 외교적 승리를 거둬 이란과 사우디아라비아가 더욱 가까워지고 외교 관계가 회복된 지 불과 며칠 만에 이루어졌다.
시진핑의 러시아 방문이 발표된 지 몇 시간 만에 국제형사재판소는 블라디미르 푸틴 대통령에 대한 체포 영장을 발부했다.
방문에 앞서 시진핑 주석과 블라디미르 푸틴 대통령은 별도의 글을 발표했다. 시 주석은 러시아-우크라이나 전쟁을 종식시키려는 중국의 제안이 세계 여론을 반영한다고 말했다. 푸틴 대통령은 "좋은 옛 친구"의 방문에 큰 기대를 갖고 있다고 말했다. 왕원빈 중화인민공화국 외교부 대변인은 정례 기자회견에서 시진핑 주석의 러시아 방문을 '우호 순방', '협력 순방', '평화 순방'으로 표현했다. 그는 또한 양국이 관심을 갖고 있는 국제 및 지역 문제에 관해 의견을 교환하고 전략적 협력과 협력을 증진할 것이다.

## 같이 보기
- 중러 관계
- 2022년 러시아의 우크라이나 침공과 중국